# Batalha de Monte Gráupio
A Batalha de Monte Gráupio (em latim: Mons Graupius), segundo Tácito, foi uma vitória militar romana no território da moderna Escócia ocorrida em 83 ou, com menor probabilidade, 84. O local exato da batalha é ainda hoje tema de debates. Historiadores há muito tempo questionam detalhes do relato de Tácito e, em anos mais recentes, uma minoria chegou a expressar dúvidas sobre a própria existência da batalha.

## Contexto
Cneu Júlio Agrícola, que era o governador da Britânia e sogro de Tácito, enviou sua frota à frente para causar pânico entre os caledônios e, com sua infantaria leve, reforçada por auxiliares britânicos, chegou ao local da batalha, que estava ocupado pelo inimigo.
Mesmo estando em menor número em sua campanha contra as tribos da Britânia, os romanos geralmente encontravam muita dificuldade em conseguir que seus adversários os enfrentassem num campo aberto. Na época, os caledônios eram a última tribo britânica não conquistada (e jamais foram totalmente subjugados). Depois de muitos anos evitando o combate, eles foram finalmente forçados a lutar quando os romanos conquistaram seus principais celeiros logo depois de terem sido enchidos com o resultado da colheita. Não havia escolha, pois era lutar ou morrer de fome durante o inverno.

## Batalha
Segundo Tácito, a infantaria auxiliar, com 8 000 soldados aliados, estava no centro ladeada pela cavalaria, com 3 000 cavaleiros, nos flancos; os legionários da IX Hispana estavam posicionados logo atrás, à frente do acampamento, e eram a força de reserva. Estimativas para o tamanho do exército romano variam de 17 000 e 30 000. Embora Tácito afirma que 11 000 auxiliares e quatro alas de cavalaria teriam participado, o número de legionários na reserva é incerto. O exército caledônio, que Tácito alega ter sido liderado por Cálgaco (em latim: Calgacus (Tácito afirma que ele teria feito um discurso, provavelmente fictício), tinha mais de 30 000 guerreiros e estava posicionado num aclive, com a linha de frente no nível dos arredores e as fileiras atrás em terreno gradualmente mais alto, numa formação em ferradura. As bigas caledônias corriam na planície entre os dois exércitos.

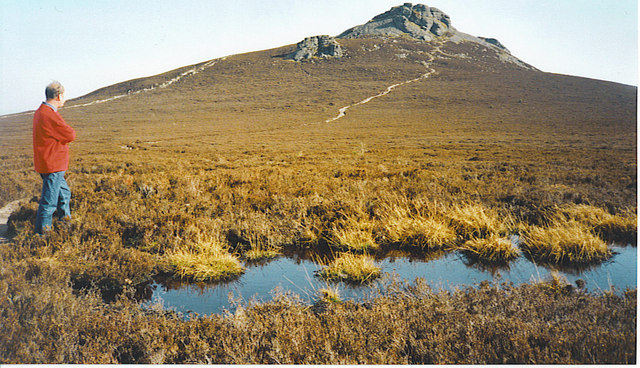
Heather Moorland, em Bennachie, um dos locais propostos para a Batalha de Monte Gráupio.

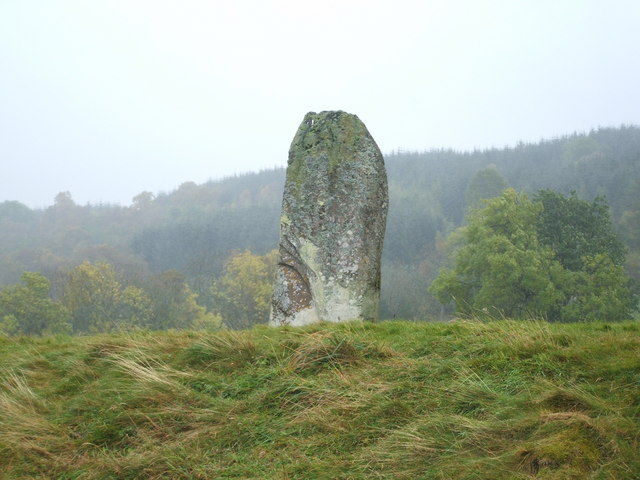
Dólmen em Perth and Kinross conhecido como "Pedra Romana" e que supostamente marca o local onde teria morrido um dos heróis de Monte Gráupio, outro lugar proposto como sendo da batalha.

Depois de uma breve troca de projéteis, Agrícola ordenou que os auxiliares lançassem um ataque frontal no inimigo. Estas tropas estavam em formação à volta de quatro coortes de batávios e duas de guerreiros tungros armados com espada. Os caledônios foram trucidados e pisoteados nos níveis mais baixos do aclive enquanto os que estavam no alto tentaram flanquear os romanos, mas terminaram eles flanqueados pela cavalaria romana. Os caledônios foram completamente aniquilados.
Diz-que a legião romana não participou da batalha e teria ficado na reserva durante todo o combate. Segundo Tácito, 10 000 vidas caledônias foram tomadas a um custo de apenas 360 soldados auxiliares. 20 000 caledônios fugiram para a mata, onde conseguiram atual muito melhor contra as forças romanas em perseguição. Os batedores romanos não conseguiram localizar mais ninguém na manhã seguinte.

## Crítica ao relato de Tácito
A vitória decisiva relatada por Tácito foi criticada por alguns historiadores, inclusive por alguns que acreditam que a batalha sequer existiu. Um autor sugeriu que o imperador Domiciano pode ter sido informado da fraude desta alegação de uma importante vitória, uma teoria já refutada por Duncan B. Campbell. Apesar disto, Agrícola recebeu honras triunfais e uma proposta de governo em uma parte diferente do império, o que torna praticamente impossível que Domiciano tenha duvidado de seus sucessos. 

## Eventos posteriores
Depois desta batalha final, foi finalmente proclamado que Agrícola havia finalmente subjugado todas as tribos da Britânia, completando a conquista romana. Logo depois, Agrícola foi convocado a Roma e seu posto passou para Salústio Lúculo. É provável que o imperador tenha desejado continuar o conflito, mas necessidades militares mais prementes em outras partes do império obrigaram um recuo das tropas e a oportunidade se perdeu.
Tácito escreveu "Perdomita Britannia et statim missa" ("Britânia foi completamente conquistada e imediatamente libertada") denota a unificação de toda a ilha sob o comando romano depois da campanha vitoriosa de Agrícola.

## Localização da batalha
Muitas análises já foram feitas sobre a localização desta batalha, assim como um considerável debate, com o local exato variando de Perthshire até o norte do rio Dee, sempre no nordeste da Escócia. Diversos autores reconheceram que a batalha deve ter ocorrido nos montes Grampianos (em inglês:  Grampian Mounth), com vista para o Mar do Norte. Em particular, Roy, Surenne, Watt, Hogan e outros defenderam propostas de que o aclive da batalha teria sido monte Kempstone (Kempstone Hill), monte Megray (Megray Hill) ou outros montículos perto do acampamento romano em Raedykes. Estes locais, em Kincardineshire, são consistentes com o relato de Tácito e também revelaram achados arqueológicos relacionados com a presença romana. Além disso, estes pontos elevados são próximos de Elsick Mounth, uma antiga trilha utilizada por romanos e caledônios para manobras militares. Bennachie, em Aberdeenshire, e Gask Ridge, não muito distante de Perth e Sutherland, também já foram sugeridos.